# Adolfo Ballivián Coll

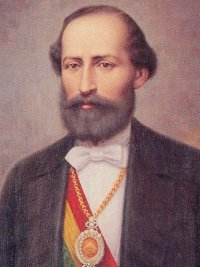
Adolfo Ballivián Coll

Adolfo Ballivián Coll (* 15. November 1831 in La Paz; † 14. Februar 1874 in Nucchu, Departamento Chuquisaca) war ein bolivianischer Militär, Autor, Politiker und Präsident seines Landes.

## Leben
Adolfo Ballivián, Sohn des ehemaligen Präsidenten José Ballivián, trat bereits im Alter von 16 Jahren dem Militärdienst bei und bekämpfte unter dem Kommando seines Vaters Rebellenverbände. Sein Vater wurde gestürzt und ging ins Exil. Ab 1847 musste auch Adolfo Ballivián Bolivien verlassen und ging nach Chile und Brasilien. Nach dem unerwarteten Tod seines Vaters ging er 1855 zurück nach Bolivien und trat zunächst erneut der Armee bei. Es gelang ihm, die zerstrittenen Streitkräfte wieder zu vereinen, und er beschloss, in die Politik zu gehen. Er machte sich als Kongressabgeordneter bald einen Namen, da er sich für einen geordneten Staat und die Rechtsgrundsätze starkmachte.
Adolfo Ballivián wurde am 9. Mai 1873 Präsident von Bolivien und hatte das Amt bis zum 31. Januar 1874 inne. Der bis dahin jüngste Präsident verstarb am 14. Februar 1874 im Alter von nur 42 Jahren an Magenkrebs. Sein Nachfolger wurde Tomás Frías Ametller, der auch sein Vorgänger im Amt war.